# Shar
En el sistema operativo Unix, shar es una abreviación de SHell ARchive. Un archivo de shell es un shell script, y ejecutarlo volverá a crear los ficheros. Los directorios no se vuelven a crear. Esto es como un fichero archivo autoextraíble. Se puede crear con la utilidad de Unix 'shar'. Para desarchivar los ficheros, sólo se necesita la Bourne shell 'sh' estándar de Unix. Mientras el formato shar tiene la ventaja de ser puro texto, presenta un riesgo debido a que es ejecutable; por ello se suele preferir el más antiguo y más general formato de fichero tar incluso para transferir ficheros de texto. GNU proporciona su propia versión de shar en la colección GNU Sharutils.
Se han escrito programas «unshar» para otros sistemas operativos, pero no siempre son fiables; los ficheros .shar son shell scripts y teóricamente pueden hacer cualquier cosa que puede hacer un shell script, limitando su utilidad fuera del mundo Unix.